# Noe (imię)
Noe (Noah, Noach) – imię męskie pochodzenia semickiego.
Noe imieniny obchodzi 31 maja i 18 listopada.

## Osoby
Znani święci o imieniu Noe:
- Noe – zbudował arkę

Znani aktorzy o imieniu Noe:
- Noah Hathaway – aktor amerykański, odtwórca roli Atreju z uniwersum Niekończącej się opowieści
- Noah Wyle – aktor amerykański, odtwórca roli dr. Johna Cartera w serialu Ostry Dyżur

Nazwiska pochodzące od imienia Noe:
- Nowachowicz[3]